# Hockey Club Sempione
L'Hockey Club Sempione era una squadra di hockey su pista di Milano.

## Storia
Nei primi mesi del 1922 Natale Gaudenzi, De Filippi e Giovanni Vanni (quest'ultimo fu già tra i fondatori, nel 1912, della Società Skating Savini, prima squadra milanese nella storia dell'hockey su pista) fondarono l'Hockey Club Sempione, con sede a Milano in via Arona 5 in zona Sempione, da cui il club prese il nome. Sulla pista milanese di Corso Sempione (oggi scomparsa), la squadra partecipò nel 1922 al primo campionato italiano di hockey su pista vinto dalla squadra di Pola. L'Hockey Club Sempione si riscattò vincendo i due campionati successivi del 1923 e 1924 e rappresentando l'Italia al Torneo di Montreux nel 1924.

## Cronistoria
| Cronistoria dell'Hockey Club Sempione |
| --- |
| - 1922 – Fondazione dell'Hockey Club Sempione. - 1922 – 3º nel campionato italiano. - 1923 – 1º nel campionato italiano. Campione d'Italia (1º titolo) - 1924 – 1º nel campionato italiano. Campione d'Italia (2º titolo) - 1925 – 4º nel campionato italiano. - 1926 – 3º nel campionato italiano. - 1927 – Inattivo. - ... - Cessa l'attività. |

## Palmarès

### Titoli nazionali
- Campionato italiano: 2

1923, 1924